# Kubanni
Kubanni (arab. كوبني, fr. Kobenni) – miasto w południowej Mauretanii, w regionie Haud al-Gharbi. Według danych na rok 2013 liczyło 7 265 mieszkańców.